# Логан (округ, Канзас)
Ло́ган (англ. Logan County) — округ в штате Канзас, США. Официально образован 24 февраля 1887 года. По состоянию на 2010 год, численность населения составляла 2 756 человека.

## География
По данным Бюро переписи США, общая площадь округа равняется 2 779,306 км2, из которых 2 779,047 км2 суша и 0,110 км2 или 0,010 % это водоёмы.

## Население
По данным переписи населения 2000 года в округе проживает 3 046 жителей в составе 1 243 домашних хозяйств и 856 семей. Плотность населения составляет 1,00 человек на км2. На территории округа насчитывается 1 423 жилых строений, при плотности застройки около 1,00-го строения на км2. Расовый состав населения: белые — 96,72 %, афроамериканцы — 0,59 %, коренные американцы (индейцы) — 0,16 %, азиаты — 0,20 %, гавайцы — 0,00 %, представители других рас— 0,72 %, представители двух или более рас — 1,61 %. Испаноязычные составляли 1,64 % населения независимо от расы.
В составе 29,50 % из общего числа домашних хозяйств проживают дети в возрасте до 18 лет, 59,30 % домашних хозяйств представляют собой супружеские пары проживающие вместе, 6,30 % домашних хозяйств представляют собой одиноких женщин без супруга, 31,10 % домашних хозяйств не имеют отношения к семьям, 28,60 % домашних хозяйств состоят из одного человека, 14,80 % домашних хозяйств состоят из престарелых (65 лет и старше), проживающих в одиночестве. Средний размер домашнего хозяйства составляет 2,40 человека, и средний размер семьи 2,98 человека.
Возрастной состав округа: 0,00 % моложе 18 лет, 0,00 % от 18 до 24, 0,00 % от 25 до 44, 0,00 % от 45 до 64 и 0,00 % от 65 и старше. Средний возраст жителя округа 41 лет. На каждые 100 женщин приходится 93,60 мужчин. На каждые 100 женщин старше 18 лет приходится 93,00 мужчин.
Средний доход на домохозяйство в округе составлял 32 131 USD, на семью — 40 104 USD. Среднестатистический заработок мужчины был 28 105 USD против 19 609 USD для женщины. Доход на душу населения составлял 17 294 USD. Около 4,70 % семей и 7,30 % общего населения находились ниже черты бедности, в том числе — 7,80 % молодёжи (тех, кому ещё не исполнилось 18 лет) и 8,60 % тех, кому было уже больше 65 лет.